# جرج بی. پگرام
جرج بی. پگرام (انگلیسی: G. B. Pegram؛ ۲۴ اکتبر ۱۸۷۶ – ۱۲ اوت ۱۹۵۸) فیزیک‌دان آمریکایی بود.